# The Pink Cloud
The Pink Cloud ist ein Filmdrama von Iuli Gerbase, das Ende Januar 2021 beim Sundance Film Festival seine Premiere feierte. In dem dystopischen Film zieht eine mysteriöse rosa Wolke über die Erde, die gezielt Menschen tötet.

## Handlung
Eine rosa Wolke zieht über die Erde. Sie scheint es gezielt auf nichtsahnende Menschen abgesehen zu haben, die binnen weniger Sekunden nach Kontakt mit dem gasförmigen Gebilde getötet werden, während Tiere seltsamerweise verschont bleiben. Die Regierungen der Welt suchen nach Lösungen.

## Produktion
Regie führte Iuli Gerbase, die auch das Drehbuch schrieb, eine Arbeit, die sie 2017 und damit vor der COVID-19-Pandemie erledigte. Daher ist der Film mit dem Zusatz versehen „Jede Ähnlichkeit mit tatsächlichen Ereignissen ist rein zufällig.“
Renata de Lélis und Eduardo Mendonça spielen in den Hauptrollen Giovana und Yago. Gedreht wurde der Film 2019. Als Kameramann fungierte Bruno Polidoro.
Die Filmmusik komponierte Caio Amon. Im Februar 2021 veröffentlichte Eroica das Soundtrack-Album mit insgesamt 14 Musikstücken als Download.
Im Herbst 2020 wurde der erste Trailer veröffentlicht. Die Premiere erfolgte am 29. Januar 2021 beim Sundance Film Festival.
Im März 2021 wurde er beim Miami Film Festival gezeigt, im April 2021 beim Seattle International Film Festival. Im Juli 2021 wurde er beim Filmfest München vorgestellt, im August 2021 beim New Horizons International Film Festival (auch Polish Days). Am 14. Januar 2022 kam der Film in ausgewählte US-Kinos.

## Rezeption

### Kritiken
Der Film stieß bislang auf die Zustimmung von 95 Prozent aller Kritiker bei Rotten Tomatoes bei einer durchschnittlichen Bewertung von 7,4 der möglichen 10 Punkte.
Kate Erbland von IndieWire schreibt, auch wenn Iuli Gerbase das Drehbuch für The Pink Cloud drei Jahre vor der Coronavirus-Pandemie verfasste, beschreibe die Filmemacherin Details, die aus heutiger Sicht betrachtet einfach nur wahnsinnig vorausschauend wirkten, so das eilige, anfängliche Sichvergewissern über das Wohlergehen von Familie und Freunden per Video-Chat, die politische Spaltung, das Regierungsversagen und das wachsende Gefühl, dass niemand wirklich weiß, was eigentlich los ist. Während der Zuschauer Giovana und Yago ganz privat in dieser Situationen erlebe, lasse der Film viele Fragen offen, so wer oder was die Wolke gesendet hat, woraus sie gemacht ist oder wie man sie in den Tagen, Wochen, Monaten und dann Jahren bekämpft. Auch die Frage, woher das frische Essen kommt, bleibe unbeantwortet, ebenso was es mit dem rosa Pulver auf sich hat, mit dem die Regierung die Menschen versorgt. Doch vielleicht, so Erbland, liege genau darin der Schlüssel, den Film so zu konsumieren, wie es die Figuren im Film tun, wenn sie das alles einfach akzeptieren. So versuche Yago nach und nach die Wolke und das Leben, das sich durch ihre Anwesenheit für ihn ergeben hat, zu lieben. Giovana falle dies schwerer, und Renata de Lélis spiele sie vielschichtig, als eine komplexe Frau, anfänglich von sexueller Begierde getrieben, die einer aufgezwungenen Häuslichkeit weiche. Trotz der Prämisse entwickele sich The Pink Cloud schließlich zu einem klassischen Beziehungsdrama, so Erbland, und der Zuschauer werde Yago und Giovana nicht so einfach vergessen, wobei es schwer fallen dürfe, die eigenen „Pink-Cloud“-Erfahrungen von den für den Film erdachten zu trennen, da sich diese einfach zu real anfühlten.
Michael Kuratli vom Filmbulletin bemerkt, bezogen auf die Vorwegnahme eines Lebens während des Corona-Lockdowns, die Videochats, die Disco-Simulation zu zweit im Wohnzimmer, digitales Lernen und Lieben, die Einsamkeit, die Langeweile, der Lockdown-Koller, all das zeige Gerbase durch ihre genuine Kreativität in ihrem Langspielfilmdebüt so, wie man es nur mit der Erfahrung des letzten Jahres zu beschreiben können glaubt. Auch die Parallele zu den strikten Ausgangssperren in Brasilien und anderen südamerikanischen Ländern seien dabei erdrückend. Dies mache The Pink Cloud glaubwürdig, authentisch und auch ein wenig unheimlich. Was dieses Werk jedoch wirklich genial mache, sei nicht etwa die beängstigende Weitsicht Gerbases, sondern, dass sie im Aufbau ihrer Erzählung brilliere und das Drama gekonnt reguliere: „Details zur Weltlage stellt sie leise in den Hintergrund, Gefahren, Abgründe und Versuchungen werden markiert, ohne zu offensichtlich zu werden und dann dreht sie dort das Volumen auf, wo die Menschlichkeit ausbricht“, so Kuratli. Er bemerkt weiter, Giovana, die gerne ein selbstbestimmtes Leben führen würde, werde durch die rosa Wolke in eine Rolle gedrängt, der sie nicht entfliehen kann und werde so zum Sinnbild für die unentrinnbare Gefangenschaft in gesellschaftlichen Zwängen. Das fiktive Setup stelle sich dabei einmal mehr als visionär heraus, zeigte schließlich gerade die echte Pandemie, um wie viel verletzlicher Menschen sind, die nicht dem bürgerlichen Standard entsprechen, so Kuratli.

### Auszeichnungen
Cleveland International Film Festival 2021
- Nominierung im New Direction Competition[13]

Seattle International Film Festival 2021
- Nominierung im Ibero American Competition (Iuli Gerbase)[14]

Sitges Film Festival 2021
- Nominierung für den New Visions Award (Iuli Gerbase)
- Auszeichnung mit dem Blood Window Award (Iuli Gerbase)[15][16]

Sofia International Film Festival 2021
- Auszeichnung mit dem Sofia City of Film Grand Prix (Iuli Gerbase)[17]

Transilvania International Film Festival 2021
- Nominierung für die Transilvania Trophy im Hauptwettbewerb[18]